# STS-300
STS-300 to oficjalne oznaczenie misji ratunkowej planowanej na wypadek, gdyby wahadłowiec Discovery uczestniczący w misji STS-114 nie mógł wrócić z orbity. Uczestniczyć w niej miała czteroosobowa załoga na pokładzie promu Atlantis.
Tego samego oznaczenia użyto do planowanej misji ratunkowej lotu STS-121.
Ponieważ misje STS-114 i STS-121 odbyły się bez znaczących komplikacji, misja STS-300 nie doszła do skutku.

## Załoga
- Steven Lindsey – dowódca
- Mark E. Kelly – pilot
- Stephanie Wilson – specjalista misji
- Michael Fossum – specjalista misji